# Sechs-Seen-Platte
De Sechs-Seen-Platte is een recreatiegebied in het zuiden van de Duitse stad Duisburg, dat uit zes, uit kiezelafgravingen gevormde meren bestaat.
In het gebied kan worden gewandeld en gezwommen. Bovendien kunnen er boten worden gehuurd. In het midden bevindt zich de Wolfsberg. Deze berg bestaat uit zand, kiezel en puin die over een voormalige schietbaan en munitiedepot zijn gestort. Op de top van deze heuvel staat een uitkijktoren.
Het gebied beslaat een oppervlakte van 283 hectare, waarvan meer dan de helft wateroppervlak is. De wandelpaden in het gebied hebben een lengte van in totaal 18 km.